# Combat del Puesto del Marqués
El combat del Puesto del Marqués va ser una operació militar lliurada el 14 d'abril del 1815, durant el transcurs de la Guerra de la Independència Argentina, entre forces de l'exèrcit del Nord al comandament del general Güemes, i l'avantguarda del exèrcit reialista, en el marc de la tercera expedició a l'Alt Perú. L'acció va concloure amb una rotunda victòria patriota. José María Paz va dir que no va ser sinó "una carnisseria bàrbara i horrorosa", i un altre autor afirma que aquesta trista victòria va donar inici a un període de ferocitat i que conclouria amb la derrota de Rondeau.

## Antecedents
Després de les derrotes de l'Exèrcit del Nord a les batalles de Vilpapugio i Ayohuma, el nou comandant José Rondeau va ordenar avançar cap a l'Alt Perú, contra l'opinió del cap de l'avantguarda, Martín Miguel de Güemes, qui pretenia romandre a la defensiva, segons instruccions de José de San Martín. Rondeau va traspassar llavors el comandament a Martín Rodríguez, però aquest va ser derrotat i pres presoner en El Tejar; Però l'oficial Mariano Necochea va aconseguir escapar i portar la notícia al campament patriota.

## El combat
En assabentar-se del que va passar, Rondeau va haver de nomenar comandant de l'avantguarda a Francisco Fernández de la Cruz, qui va formar una força de cavalleria formada per un cos de Dracs i els gautxo salt-jujenys comandats per Güemes, i va ordenar avançar fins a l'avantguarda reialista. També va ser despatxat un batalló de Caçadors al comandament de Rudecindo Alvarado.
El cos de Dracs va retardar el seu avanç tot esperant la força de Caçadors, la qual avançava més lentament per tractar-se d'un batalló d'infanteria. Mentrestant els gautxos van arribar ràpida i sigilosament al campament reialista al Puesto del Marquès, trobant-los en ple descans. Al adonar-se del fet d'haver aconseguit la sorpresa, Güemes va ordenar a les seves forces que arremetessin contra els reialistes, deslligant un furiós atac que va concloure amb cent cinc morts (entre ells quatre oficials) i cent disset ferits i presoners de part reialista, contra només dos ferits entre els gautxos; A més, es va capturar tot l'armament i els pertrets reialistes. De l'acció només van poder fugir el capità reialista Valle i dotze soldats.

## Conseqüències
La brillant victòria va incrementar notablement el prestigi de Güemes, qui va ser triat governador pel poble de Salta, càrrec amb el qual va poder organitzar millor la defensa del nord-oest argentí, donant així inici a la guerra defensiva de guerrilles coneguda en la historiografia argentina com la Guerra Gautxa. Pezuela, a l'assabentar-se del desastre, va haver de destinar part de les seves tropes a formar una altra avantguarda. No obstant això, Rondeau no va voler reconèixer els mèrits de Güemes, la qual cosa va produir la ruptura entre tots dos.
Des del punt de vista militar, aquest combat va resultar l'únic triomf en l'avançada de la tercera expedició a l'Alt Perú.